# Arvydas
 (novembre 2024).

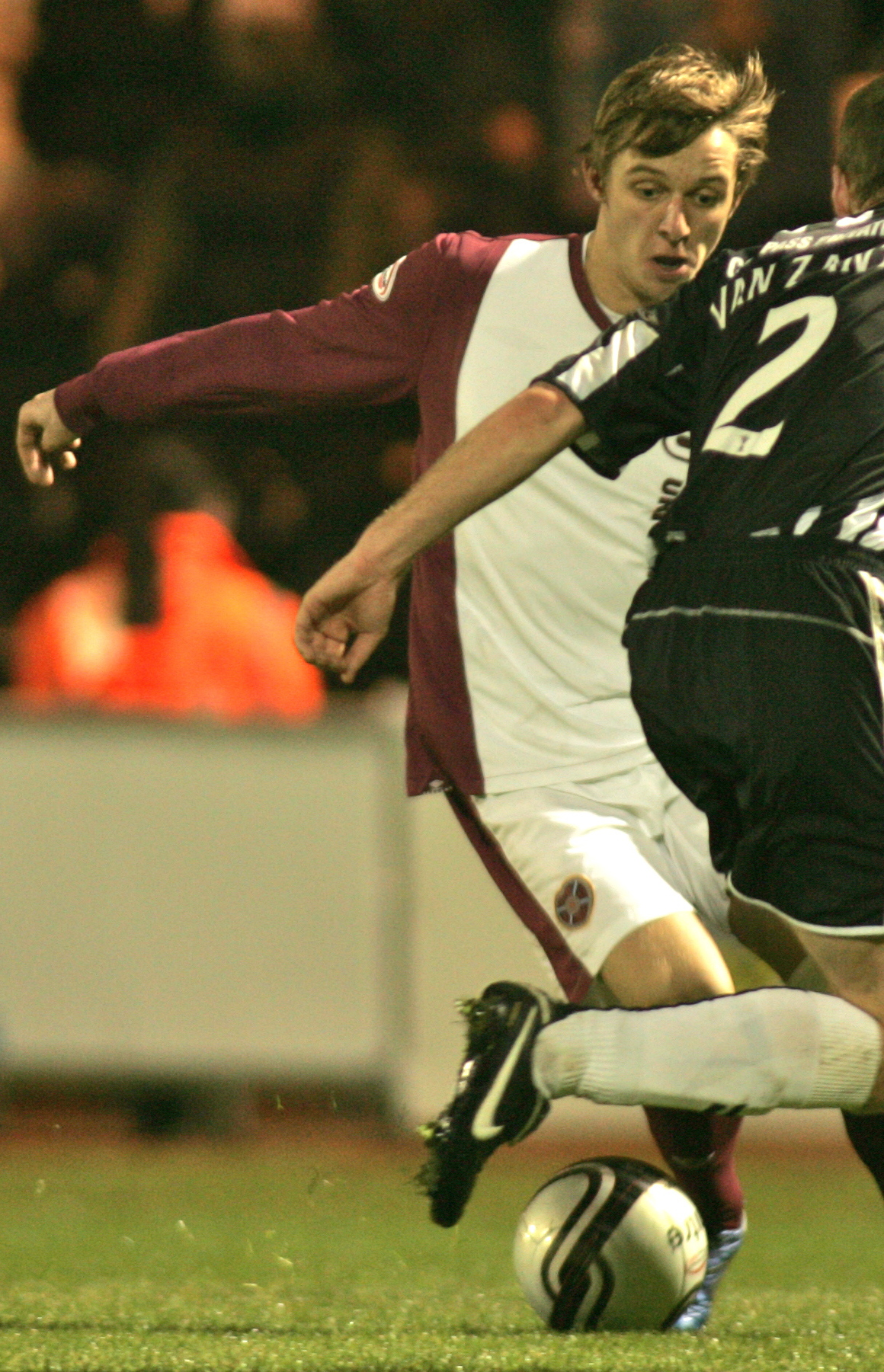
Arvydas Novikas

Arvydas est un prénom masculin lituanien. Les personnalités les plus célèbres portant ce nom sont :
- Arvydas Bagdžius, peintre lituanien
- Arvydas Bajoras (né en 1956), homme politique lituanien
- Arvydas Janonis, footballeur à la retraite
- Arvydas Každailis, graphiste lituanien
- Arvydas Kostas Leščinskas, homme politique lituanien
- Arvydas Macijauskas, basketteur
- Arvydas Novikovas, footballeur
- Arvydas Pocius, Chef de la Défense de Lituanie
- Arvydas Sabonis, basketteur à la retraite
- Arvydas Šikšnius, basketteur